# I Could Go on Singing
I Could Go On Singing (br: Na Glória da Amargura) é um filme de drama musical britânico-estadunidense de 1963 dirigido por Ronald Neame e estrelado por Judy Garland em seu último papel no cinema.
Teve sua estreia mundial no Plaza Theatre no West End de Londres em 6 de março de 1963. Embora não tenha sido um grande sucesso de bilheteria, o filme rendeu muitos elogios a Garland por sua atuação.

## Sinopse
Jenny Bowman (Judy Garland) é uma famosa cantora que vai a Londres para uma temporada e também para reencontrar um médico com quem teve um romance (Dirk Bogarde) e reivindicar a posse do filho que vive com ele há vários anos. É a luta de uma artista para conciliar a vida privada com a profissional.  

## Elenco
| Ator/Atriz       | Personagem            |
| ---------------- | --------------------- |
| Judy Garland     | Jenny Bowman          |
| Dirk Bogarde     | David Donne           |
| Jack Klugman     | George Kogan          |
| Gregory Phillips | Matt                  |
| Aline MacMahon   | Ida                   |
| Pauline Jameson  | Miss Plimpton         |
| Jeremy Burnham   | Cirurgião do Hospital |
| Lorna Luft       | Menina no barco       |
| Joey Luft        | Garoto no barco       |

## Trilha sonora
- I Could Go On Singing (Harold Arlen e E.Y. Harburg)
- Hellow Bluebird (Cliff Friend)
- It Never Was You (Kurt Weill e Maxwell Anderson)
- By Myself (Arthur Schwartz e Howard Dietz)
- I Am The Monarch Of The Sea (W. S. Gilbert e Arthur Sullivan)

## Recepção
Judith Crist, do New York Herald Tribune, escreveu que Garland impressiona com "uma performance vibrante e vital que atinge a essência de sua mística como uma excelente artista".